# Peter Jackson
 Der er flere personer med dette navn, se Peter Jackson (flertydig).
Peter Robert Jackson (født 31. oktober 1961) er en manuskriptforfatter, filminstruktør og -producent fra New Zealand.
Han gjorde sig først bemærket med sine humoristiske splatterfilm, men blev kendt i videre kredse for filmen Heavenly Creatures, som modtog en Oscar-nominering for bedste originalmanuskript. Jacksons internationale anerkendelse nåede et foreløbigt højdepunkt, da han skabte den episke filmtrilogi Ringenes Herre baseret på J.R.R. Tolkiens bøger. Den tredje film i trilogien blev nomineret til 11 oscars og vandt dem alle. Jackson vandt personligt oscaren som bedste instruktør og bedste filmatisering for filmmanuskriptet, som han skrev sammen med Philippa Boyens og sin kone Fran Walsh, som han har to børn med.

## Filmografi

### Film
- The Valley (1976) ...der både instruerede og spillede han selv.
- Bad Taste (1987)
- Meet the Feebles (1989)
- Braindead/Dead Alive (1992)
- Heavenly Creatures (1994)
- Forgotten Silver dokumentar-parodi ("mockumentary")(1995)
- The Frighteners (1996)
- Ringenes Herre - Eventyret om Ringen (The Lord of the Rings: The Fellowship of the Ring, 2001)
- Ringenes Herre - De to Tårne (The Lord of the Rings: The Two Towers, 2002)
- Ringenes Herre - Kongen vender tilbage (The Lord of the Rings: The Return of the King, 2003)
- King Kong (2005)
- The Lovely Bones (2009)
- Tintin - Enhjørningens Hemmelighed (2011)
- Hobbitten: En Uventet Rejse (2012)
- Hobbitten: Dragen Smaugs Ødemark (2013)
- Hobbitten: Femhæreslaget (2014)
- Ringenes Herre: Rohirrim-krigen (The Lord of the Rings: The War of the Rohirrim) (2024)[1]
- Ringenes Herre: Jagten på Gollum  (The Lord of the Rings: The Hunt for Gollum) (2026)[2][3][4]

### Serier
Ringenes Herre: Magtringene (The Lord of the Rings: The Rings of Power) (2022)